# راكدة مقاومة للإشعاع
راكدة مقاومة للإشعاع (الاسم العلمي: Acinetobacter radioresistens) هي نوع من البكتيريا يتبع جنس الراكدة من الفصيلة الموراكسيلية.